# الكسندر شيلدون
الكسندر شيلدون (بالإنجليزية: Alexander Sheldon)‏ هو طبيب وسياسي أمريكي، ولد في 23 أكتوبر 1766 في الولايات المتحدة، وتوفي في 10 سبتمبر 1836 في مقاطعة مونتغومري في الولايات المتحدة. انتخب عضو جمعية ولاية نيويورك.